# ディミトリス・ドラガタキス
ディミトリス・ドラガタキス（ギリシア文字:Δημήτρης Δραγατάκης, ラテン文字:Dimitris Dragatakis、1914年1月22日 - 2001年12月18日）はギリシャの作曲家。
イピロス出身。アテネのギリシャ国立音楽院でヴァイオリンを学ぶ。
彼は成熟して簡潔なイディオムによって、ギリシャの重要な作曲家の１人だと考えられている。ギリシャの伝統音楽と古代ギリシアの演劇の影響を受けるとともに、新しい技術も反映させ、自由な無調を進展させた。
多くの賞を受賞し、ギリシャ国立音楽院で20年にわたって和声を教え、1997年には副院長となった。
ヴィオラ奏者としてもギリシャ国立歌劇場管弦楽団などで活躍した。またギリシャ作曲家連盟の副会長、名誉会長を歴任した。
2000年に書かれた小品の「サクソフォーンと弦楽のためのバラード」はもとはヴァイオリンとピアノのための作品であったが、サクソフォーン奏者のセオドア・ケルケゾスとアテネ国立管弦楽団によって初演された。
アテネで死去。